# ポン＝サン＝マルタン (イタリア)
ポン＝サン＝マルタン（フランス語: Pont-Saint-Martin [pɔ̃ sɛ̃ maʁtɛ̃]）は、イタリア共和国ヴァッレ・ダオスタ州にある、人口約3,600人の基礎自治体（コムーネ）。

## 地理

### 位置・広がり
ヴァッレ・ダオスタ州南東部に位置し、その玄関口にあたる町である。南東にトリノ県（ピエモンテ州）に隣接する。

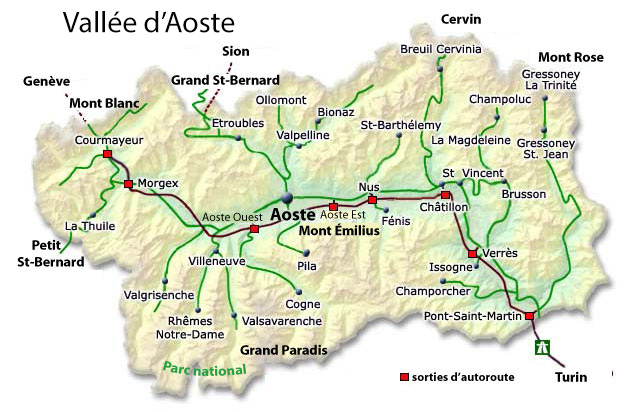
ヴァッレ・ダオスタ州地図

#### 隣接コムーネ
隣接するコムーネは以下の通り。括弧内のTOはトリノ県所属を示す。
- カレーマ (TO)
- ドンナス
- ペルロ

## 姉妹都市
- ポン＝サン＝マルタン (フランス)、フランス
- Bétera、スペイン